# 克肖縣 (南卡羅萊納州)
克肖縣（英語：Kershaw County）是美國南卡羅萊納州北部的一個縣。面積1,917平方公里。根据美國2000年人口普查，共有人口52,647人 （2005年人口56,486人）。縣治康登（Camden）。
成立於1791年2月19日。縣名來自當地民兵上校約瑟夫·克肖。